# Karanje Turf Satara
Karanje Turf Satara é uma vila no distrito de Satara, no estado indiano de Maharashtra.

## Demografia
Segundo o censo de 2001, Karanje Turf Satara tinha uma população de 21,503 habitantes. Os indivíduos do sexo masculino constituem 53% da população e os do sexo feminino 47%. Karanje Turf Satara tem uma taxa de literacia de 77%, superior à média nacional de 59.5%: a literacia no sexo masculino é de 81% e no sexo feminino é de 74%. Em Karanje Turf Satara, 12% da população está abaixo dos 6 anos de idade.